# Decimal Day
Il Decimal Day (anche Decimalisation Day o D-Day), in italiano giorno della decimalizzazione, avvenuto il 15 febbraio 1971, è il giorno in cui Regno Unito e Irlanda decimalizzarono le loro valute.

## Il vecchio sistema
Il Regno Unito e l'Irlanda avevano valute diverse (la sterlina inglese e la sterlina irlandese, conosciuta anche come Irish pound o Punt), ma legate l'una all'altra al tasso di cambio fisso 1:1, con il sistema di Bretton Woods. Con il vecchio sistema di sterlina, scellini e pence (plurale di penny), la sterlina era suddivisa in 20 scellini (simbolo s) e ogni scellino era composto da 12 vecchi pence (simbolo d): 240 vecchi pence formavano quindi una sterlina. Specialmente in un'epoca senza i computer e i calcolatori monetari, questo sistema era abbastanza complesso: i turisti erano spesso confusi da monete come la mezza corona (che valeva due scellini e sei pence, scritto comunemente 2/6d, pari a 2½ scellini o un ottavo di sterlina).

## Scenario del cambiamento nel Regno Unito
A seguito della bocciatura da parte del Parlamento della proposta di John Wrottesley di decimalizzare la sterlina nel 1824 (suggerita già nel 1795 dopo l'introduzione del franco francese decimale), in oltre un secolo furono effettuati solo piccoli progressi pratici verso la decimalizzazione, con l'eccezione del florin, una moneta d'argento da due scellini (1/10 di sterlina), emessa nel 1849. Un doppio fiorino (quattro scellini) fu un ulteriore passo in quella direzione, ma la sua accettazione fallì.
La Decimal Association fu fondata nel 1841 per promuovere la decimalizzazione e la metrizzazione, cause che venivano perseguite anche in favore dei commerci internazionali e per l'Esposizione Universale del 1851. Il fiorino fu coniato proprio per il grande interesse suscitato dalla decimalizzazione.
Nel suo rapporto preliminare, la Royal Commission on Decimal Coinage (1856-1857) considerò i benefici e i problemi della decimalizzazione, ma non trasse alcuna conclusione sull'adozione di alcun sistema decimale. La relazione finale del 1859 dei due commissari rimasti, Lord Overstone e il governatore della Banca d'Inghilterra John Hubbard, fu contro quell'idea, ritenendo che avesse "pochi meriti".
Nel 1862 il Select Committee on Weights and Measures (Comitato sui Pesi e sulle Misure) favorì l'introduzione della decimalizzazione per accompagnare l'introduzione del sistema metrico decimale.
La Royal Commission on Decimal Coinage (1918–1920), presieduta da Lord Emmott, stilò una relazione nel 1920, sostenendo che l'unico sistema applicabile era quello della divisione della sterlina in 1000 mills, come proposto per la prima volta nel 1824. Una minoranza dei membri disapprovò l'idea, mentre altri tre membri suggerirono la sostituzione della sterlina con il Reale, consistente di 100 halfpennies (mezzi penny).
Infine, nel 1960, un rapporto preparato dalla British Association for the Advancement of Science e dalla Association of British Chambers of Commerce, a seguito del successo della decimalizzazione in Sudafrica, spinse il governo a formare il Comitato sulla Valuta Decimale nel 1961. L'adozione del cambiamento suggerito nel rapporto fu annunciata il 1º marzo 1966.
Furono effettuate considerazioni sull'avere una sterlina decimale del valore di 10 scellini della vecchia valuta, che sarebbero risultati in un penny decimale del valore poco superiore a un vecchio penny (questo approccio fu adottato, ad esempio, quando l'Australia e la Nuova Zelanda decimalizzarono negli anni sessanta, adottando rispettivamente il dollaro australiano e il dollaro neozelandese, pari al valore di 10s). Nel caso, fu deciso da Halsbury che l'importanza della sterlina inglese come valuta di riserva doveva far rimanere immutata la sterlina.

## Preparazione al cambio nel Regno Unito
Con il nuovo sistema, la sterlina fu mantenuta, ma fu suddivisa in 100 "nuovi pence", simboleggiati con la lettera p, e furono introdotti nuovi tagli di monete rispetto al vecchio conio. Le monete da 5p e 10p furono introdotte nell'aprile 1968 ed avevano la stessa taglia, composizione e valore degli scellini e dei fiorini circolanti all'epoca. Nell'ottobre 1969 fu introdotta la moneta da 50p e fu ritirata quella da 10 scellini. Questa operazione permise di ridurre il numero di nuove monete da introdurre nel Decimal Day e aiutò la popolazione a familiarizzare già con tre dei sei nuovi tagli di monete.
La vecchia moneta da mezzo penny e la mezza corona (2s 6d) furono ritirate nel 1969 per agevolare la transizione. La moneta da un quarto di penny(farthing) era stata coniata per l'ultima volta nel 1956 e cessò di avere corso legale nel 1960.
Nelle settimane precedenti il Decimalisation Day fu condotta una grande campagna pubblicitaria, incluso un programma musicale di Max Bygraves chiamato "Decimalisation". La BBC trasmise una serie di programmi di 5 minuti a cui contribuì The Scaffold. Le banche vennero chiuse dalle 15:30 di mercoledì 10 febbraio 1971 fino a lunedì 15 febbraio 1971, in modo tale da permettere loro di rifornirsi delle nuove monete. Il mese di febbraio era stato scelto per il D-Day perché era il periodo più calmo dell'anno per le banche, per i negozi e per i trasporti. I negozi esposero i prezzi nella doppia valuta.

## Dopo la decimalizzazione nel Regno Unito
Le tre nuove monete da ½p, 1p e 2p furono introdotte il 15 febbraio 1971. Dopo quella data, le vecchie monete rimasero legali al loro vecchio valore, ma la moneta da 1 penny (1d) e quella da tre pence (3d) furono velocemente ritirate dalla circolazione e poterono essere cambiate solo in banca.
Il governo sperava che nella lingua parlata le nuove unità di valuta sarebbero state chiamata "new pence" (nuovi pence), ma molti decisero che sarebbe stato più chiaro e veloce chiamare la nuova valuta "pee". Le parole 'penny' e 'pence' sono oggi meno comuni nella lingua inglese parlata; i diminutivi come "tuppence" sono usati raramente, e i termini come "tanner" (i 6 pence d'argento) o "groat" (i 4 pence) sono oggi spariti.
Era previsto che il cambiamento di valuta potesse durare per diversi mesi, ma i gestori di attività scoprirono che non potevano utilizzare entrambe le valute con i registratori di cassa. Ritirarono pertanto la maggior parte delle vecchie monete dalla circolazione, in modo tale che il nuovo sistema fosse operativo nel giro di poche settimane.
La campagna di informazione che era stata lanciata nei due anni precedenti aiutò il pubblico, come anche il trucco per ottenere una rapida conversione dei nuovi pence nei vecchi scellini e pence con il semplice procedimento di raddoppiare il numero dei nuovi pence e dividere le cifre ottenute con una barra: 17p moltiplicati per 2 = 34 = 3/4 (3 scellini e 4 pence, "three and four"). In generale, le persone più anziane ebbero più difficoltà nell'adozione della nuova valuta.
Nel periodo del Decimal Day, furono resi disponibili alla popolazione i "Decimal Adders" o altri convertitori per aiutare la conversione dalla vecchia alla nuova valuta.
| Pre-decimale         | Pre-decimale                     | Decimale        |
| Nome comune          | Valore nominale (scellini/pence) | Decimale        |
| -------------------- | -------------------------------- | --------------- |
| (nuovo) Penny        |                                  | 1p = £0,01      |
| Farthing             | 1/4 d                            | 1/48 s ≈ 0,104p |
| Halfpenny            | 1/2 d                            | 1/24 s ≈ 0,208p |
| Penny                | 1d                               | 1/12 s ≈ 0,417p |
| Threepence           | 3d                               | 1/1/4p          |
| Sixpence             | 6d                               | 2/1/2p          |
| Scellino             | 1/-                              | 5p              |
| Fiorino/Due scellini | 2/-                              | 10p             |
| Mezza corona         | 2/6                              | 12/1/2 p        |
| Corona               | 5/-                              | 25p             |
| Sterlina             | 20/-                             | £1 = 100p       |
| Ghinea               | 21/-                             | £1,05 = 105p    |

## Le vecchie monete
Gli scellini e i fiorini (2 scellini), insieme ai 5p e 10p rimasero in circolazione fino agli anni novanta. Le monete più vecchie in circolazione risalivano al 1947; tutte queste monete furono ritirate nel 1990 e nel 1992, quando furono introdotte nuove monete più piccole da 5 e 10 pence.
Le proteste del pubblico al ritiro dalla circolazione della moneta da 6 vecchi pence (6d), di valore pari a 2½p, procrastinarono il ritiro fino al 1980.
Tutte le monete pre-decimali sono oggi prive di valore.
La moneta da mezzo penny decimale (½p), introdotta nel 1971, rimase in circolazione fino al 1984, quando il suo valore era stato fortemente ridotto a causa dell'inflazione. Non fu più coniata dal 1982, eccetto che per i collezionisti.
La moneta da 50p fu reintrodotta nel 1997.

## In Irlanda
Nella Repubblica d'Irlanda tutte le monete pre-decimali, tranne quelle da 1s e 2s, furono ritirate durante l'inizio del processo dal 1969 al 1972, tranne la moneta da 10 scellini (pari a 50p) che, essendo stata appena emessa, fu mantenuta. Le monete da 1s e 2s furono ritirate nel 1993 e nel 1994 rispettivamente. Le monete pre-decimali irlandesi possono essere ancora cambiate con il loro equivalente in euro presso la Banca Centrale di Dublino ogni mattina di ogni giorno feriale.